# Géranium noueux
Geranium nodosum
Espèce
Classification phylogénétique
Le Géranium noueux ou géranium à tige noueuse (Geranium nodosum), en anglais Knotted Crane's-bill, est une plante de la famille des Géraniacées.
Les synonymes taxinomiques sont Geranium freyeri Griseb., Geranium duplicatum Kitt.

## Description
C'est une plante vivace, aux tiges de 20 à 50 cm de hauteur très renflées aux nœuds. Les feuilles, polygonales sont crénelées dentées.
Les fleurs sont de couleur rose à violet avec des pétales échancrés en cœur.

## Caractéristiques
Organes reproducteurs
- Couleur dominante des fleurs : rose à violet
- Floraison de juin à septembre
- Inflorescence : racème de cymes unipares hélicoïdes
- Sexualité : hermaphrodite
- Pollinisation : entomogame

Graine
- Fruit : capsule
- Dissémination : épizoochore

## Habitat et répartition
Sous-bois herbacés des montagnes d'Espagne, de Suisse, Italie, Dalmatie, Monténégro et de France.
En France elle se retrouve dans le Massif-Central, les Cévennes, les Corbières, les Pyrénées, les Alpes et en Corse.